# Please don't touch
Please don't touch is het tweede soloalbum van Steve Hackett. Het is wezen geen soloalbum meer. Hij was los van Genesis. 

## Geschiedenis
Het is het eerste album van hem na de breuk van Genesis. Hij voelde zich ondergewaardeerd, zijn composities kwamen te weinig aan bod. Strijdpunt bleek zijn nummer Please don't touch. Dat werd afgekeurd voor Wind and Wuthering en in de plaats daarvan koos Genesis Wot Gorilla?. Het verschil met zijn vorige album Voyage of the acolyte is groot. Dat werd grotendeels volgespeeld met Genesisleden, voor Please don't touch schakelde Hackett derden in:
- Richie Havens; Genesis had tijdens de tournee voor de breuk Richie Havens als gast; Hackett vertelde later dat de Genesisleden liever Havens in de toerbus draaiden dan Genesis zelf; Havens bleek zeer makkelijk in de omgang; als hij iets extra’s moest doen was dat geen probleem;
- Randy Crawford; het album is een collector’s item voor Crawford-fans; ze zong hier Hoping love will last, voordat ze bekend werd met Street life en One day I'll fly away; haar opvallende vertolking van de zin How can I? komt uit het voorgaande lied op het album;
- Phil Ehart en Steve Walsh van Kansas; Hackett hoorde hun close harmony in Kansas’ Carry on wayward son en vroeg hun mee te spelen op zijn album;
- Tom Fowler en Chester Thompson, beiden ooit lid van bands rondom Frank Zappa; Thompson was echter tevens drummer tijdens optredens van Genesis toen Phil Collins als zanger naar voren werd geschoven;
- Graham Smith speelde wel met Van der Graaf Generator.

Het album werd opgenomen verspreid over drie geluidsstudios. gedurende de maanden november 1977 tot maart 1978 werden er opnamen verricht in de Cherokee Studio, Record Plant en De Lane Lea Studios. De opnamen in Record Plant bevatten een pijporgeltje, dat later betrokken raakte bij een brand en verloren ging. Hackett zou na het verschijnen op tournee gaan; zijn naam was nog niet geheel gevestigd want de geboekte zaal in Nederland, het Congresgebouw was zeer matig bezet. Als toetsenist trad toen trouwens Nick Magnus op, die voor een langere tijd zou spelen in Hacketts band.

## Musici
- Steve Hackett – elektrische en akoestische gitaar, zang, toetsinstrumenten, percussie
- John Hackett – fluit, piccolo, baspedalen, keyboards
- John Acock – totesinstrumenten, geluidstechnicus
- Maria Bonvino – sopraan op Hoping love will last
- James Bradley – percussie
- Randy Crawford – zang op Hoping love will last
- Phil Ehart – drums, percussie
- Feydor – zang op The voice of Necam
- Tom Fowler – basgitaar
- Richie Havens – zang, percussie
- Dave Lebolt – toetsinstrumenten
- Hugh Malloy – cello
- Dale Newman – zang op Icarus ascending
- Dan Owen – zang op Icarus ascending
- Graham Smith – viool
- Chester Thompson – slagwerk, percussie
- Steve Walsh – zang op Narnia en Racing in A

## Muziek
Alle muziek van Steve Hackett

| Nr. | Titel                                                                          | Duur |
| --- | ------------------------------------------------------------------------------ | ---- |
| 1.  | Narnia (zang: Steve Walsh)                                                     | 4:05 |
| 2.  | Carry on up the vicarage (zang: Steve Hackett)                                 | 3:11 |
| 3.  | Racing in A (zang: Steve Walsh)                                                | 5:07 |
| 4.  | Kim (instrumentaal)                                                            | 2:13 |
| 5.  | How can I? (zang: Richie Havens)                                               | 4:38 |
| 6.  | Hoping love will last (zang: Randy Crawford)                                   | 4:23 |
| 7.  | Land of 1000 autumns (instrumentaal)                                           | 1:38 |
| 8.  | Please don’t touch (instrumentaal)                                             | 3:39 |
| 9.  | The voice of Necam (instrumentaal)                                             | 3:11 |
| 10. | Icarus ascending (zang: Richie Havens)                                         | 6:27 |
| 11. | Narnia (zang: John Perry, bonustrack op de cd uit 2005)                        | 3:36 |
| 12. | Land of 1000 autumns / Please don’t touch (live, bonustrack op de cd uit 2005) | 7:53 |
| 13. | Narnia (alternatieve versie, zang: Steve Walsh, bonustrack op de cd uit 2005)  | 4:30 |

De eerste compact discversie van het album bevatte 2 seconden stilte tijdens overgang tussen Land of a thousand autums en Please don’t touch. Later uitgaven lieten de natuurlijke overgang weer horen. 

### Verklaring
- Narnia: is gebaseerd op het kinderboek The Lion, The Witch and the Wardrobe van C.S. Lewis. Het lied werd gezongen door Steve Walsh en als drummer was Phil Ehart aanwezig. Hackett wilde het als single uitbrengen, maar kreeg een embargo van Columbia Records, het platenlabel van Kansas. Er was een alternatieve versie voorhanden, opgenomen met zanger Joe Perry, maar daar zagen Charisma Records (Europa) en Chrysalis Records (VS) geen heil in;
- Carry op the vicarage is een hommage aan Agatha Christie, Hackett zong dit zelf, maar zijn stem was onvoldoende krachtig. Die werd vervormd, zowel naar boven als naar beneden; een techniek die Hackett vaker zou gebruiken; hij vond zelf zijn stem matig, maar goed genoeg voor zijn grotendeels instrumentale werk;
- Racing in A; verschuift van elektronische muziek naar akoestisch, dat is voor de overgang naar
- Kim; een hommage aan zijn toenmalige vrouw Kim Poor, een geheel akoestisch gespeeld nummer; het is in de traditie van Gymnopedie nr. 1 van Erik Satie, een componist aan wie Hackett later een heel album zou wijden;
- How can I? ballad van Ritchie Havens
- Hoping love will last gezongen door Crawford, het nummer kent enige rhythm and bluesinvloeden, naast de gebruikelijk klank van Hackett
- Land of a thousand autumns; instrumentaal nummer met een glissando op de basgitaar als overgang naar
- Please don't touch; het door Genesis afgekeurde nummer; Phil Collins had hier geen goed gevoel bij; Hackett gooide de muziek voor zijn eigen versie geheel om; er wordt veelvuldig gebruikgemaakt van de Roland GR 500 gitaar-synthesizer; het nummer diende origineel als variant op Unquiet slumbers for the sleepers, een meer jazzrockachtig nummer; het nummer zou nog een comeback maken in het nummer Hackett to bits van GTR;
- The voice of Necam; Necam was een computer; het nummer voert zelf terug op Please don’t touch met toevoeging van enig werk op de akoestische gitaar;
- Icarus ascending over Icarus, gezongen door Havens
- de 2005-versie van het album had drie bonustracks.

## Platenhoes
De platenhoes was een ontwerp van mevrouw Hackett in die dagen. Een echtpaar uit het Victoria van Engelandtijdperk wordt aangevallen door speelgoedmachientjes. Poor zou tot aan hun scheiding de platenhoezen van Hacketts albums verzorgen. Deze hoes kwam deels terug in Blade Runner, waarbij Harrison Ford wordt aangevallen speelgoedmachientjes.  

## Hitnotering
Please don't touch hield het vijf weken uit in de Britse albumlijsten; de hoogste plaats was nummer 38. Dat was ruimschoots minder dan voorganger en opvolger. Nederland gaf geen notering voor deze plaat.